# Abby Quinn
Abby Quinn Jackman, född 14 april 1996 i Oakland County i Michigan, är en amerikansk skådespelare. Hon är känd för sin roll som Adriane i Knock at the Cabin.

## Biografi
Quinn föddes i Michigan. Hennes föräldrar skilde sig när hon var ung. Hon har spelat gitarr sedan hon var 7 år.
Quinn gick på Detroit Country Day School. Hon började en kandidatexamen vid Carnegie Mellon University i Pittsburgh, innan hon hoppade av för att flytta till Los Angeles för att göra en karriär inom skådespeleriet.

## Filmografi (i urval)
- 2012 – Law & Order: Special Victims Unit (TV-serie)
- 2014 – The Sisterhood of Night
- 2016 – The Journey Is the Destination
- 2017 – Landline
- 2017 – Black Mirror (TV-serie)
- 2018 – Radium Girls
- 2018 – Good Girls Get High
- 2018 – Better Call Saul (TV-serie)
- 2019 – After the Wedding
- 2019 – Unga kvinnor
- 2019 – Galen i dig (TV-serie)
- 2020 – Shithouse
- 2020 – I'm Thinking of Ending Things
- 2022 – Torn Hearts
- 2023 – Knock at the Cabin[5]
- 2023 – Hell of a Summer